# Ospedale di Santo Spirito
Ospedale di Santo Spirito, officiellt Arcispedale di Santo Spirito in Saxia, ”Den helige Andes sjukhus”, är ett sjukhus, beläget i Rione Borgo i Rom. Det uppfördes av den anglosaxiske kungen Ina av Wessex år 727. Ospedale di Santo Spirito är Europas äldsta sjukhus.

## Bilder

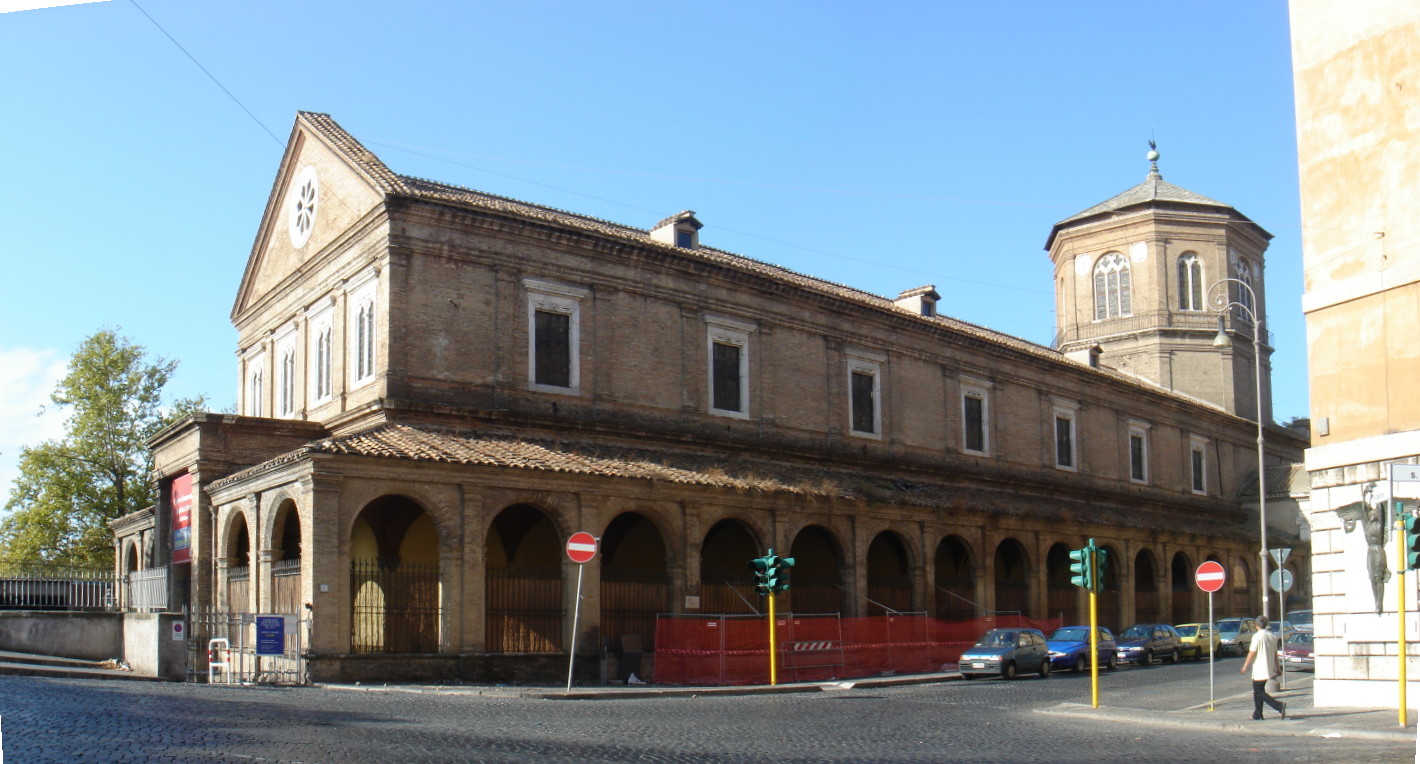
Flygeln från 1400-talet.
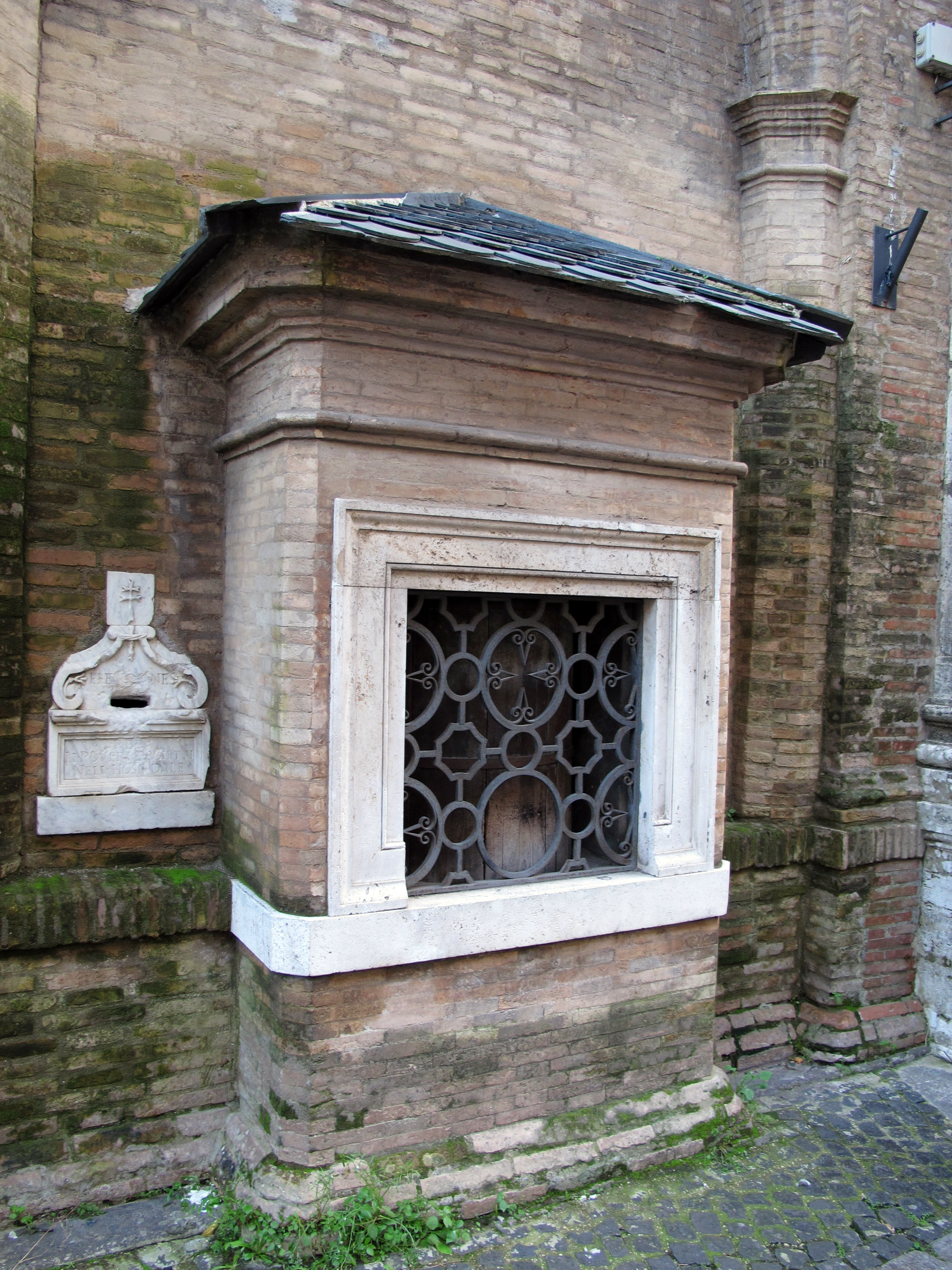
Hittebarnshjulet.